# Jardín de orquídeas de Kuala Lumpur

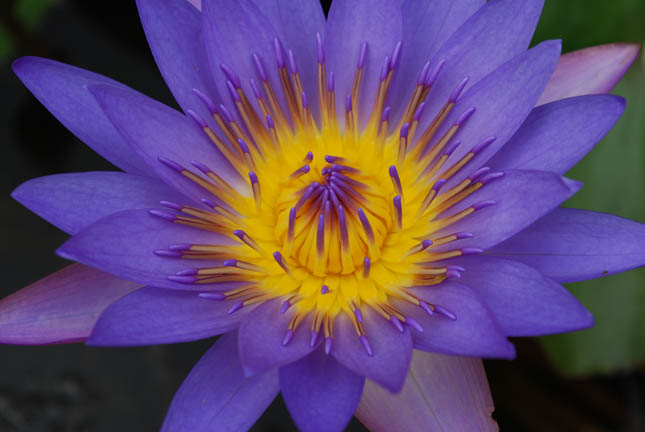
Un ejemplar de lirio de color púrpura, ubicado dentro del jardín.

El Jardín de orquídeas de Kuala Lumpur (en malayo, Taman Orkid & Bunga Raya) es un parque especializado en orquídeas malayas, que se encuentra dentro los Jardines del Lago Perdana, la mayor área verde de la ciudad de Kuala Lumpur. Se ubica junto al "Parque de las Mariposas" (Butterfly Park).
El jardín de orquídeas alberga unas 3,000 especies de orquídeas procedentes de todo el mundo con un especial hincapié en las orquídeas malayas, de las que posee unas 800 especies. 
Dentro del jardín hay una sección especial dedicada a los Hibiscus, la flor nacional de Malasia, denominada Bunga Raya en malayo. En este apartado se muestran más de 2,000 variedades de hibiscus.
El jardín se transforma durante los fines de semana en un bazar, donde se pueden comprar ejemplares de hibiscus y de orquídeas.